# Maëlle Gavet
Maëlle Gavet, née le 25 mai 1978 à  Boulogne-Billancourt, est une femme d'affaires française.

## Biographie
Maëlle Gavet grandit en région parisienne. Elle est diplômée de la Sorbonne en 2000, de l'Institut d'études politiques en 2002 et de l'École normale supérieure de Fontenay-Saint-Cloud en 2003. Au cours de ses études, elle crée et dirige une petite entreprise à Moscou, revendue en 2003. Elle parle couramment le français, le russe et l'anglais.
Maëlle Gavet travaille pour Boston Consulting Group (BCG) de 2003 à 2009, une période pendant laquelle elle vit en France, au Royaume-Uni, en Inde, en Afrique du Sud et en Russie.
En 2009, elle rejoint Ozon Group, le premier groupe de commerce en ligne en Russie, qui détient notamment Ozon.ru (en). Elle en devient la directrice commerciale puis la directrice générale, en  2011. Sous sa direction, le groupe connaît un développement très important.
Maëlle Gavet rejoint The Priceline Group (en), leader mondial du voyage en ligne, en juin 2015, en tant que « vice-présidente exécutive des opérations internationales »,.
En janvier 2017, elle rejoint le groupe immobilier américain Compass en tant que COO. Elle quitte le groupe en octobre 2019.
Elle est nommée au poste de CEO de Techstars (en) à compter du 11 janvier 2021, en remplacement du cofondateur David Brown. Le 22 mai 2024, Maëlle Gavet annonce son départ de Techstars.

## Distinctions
Maëlle Gavet est citée dans plusieurs classements internationaux, notamment en 2012 par Forbes, Fast Company et Fortune.
En 2016, elle apparaît au 4e rang du classement des jeunes dirigeants dressé par Le Figaro et Choiseul et figure dans la liste Inspiring Fifty pour la France.

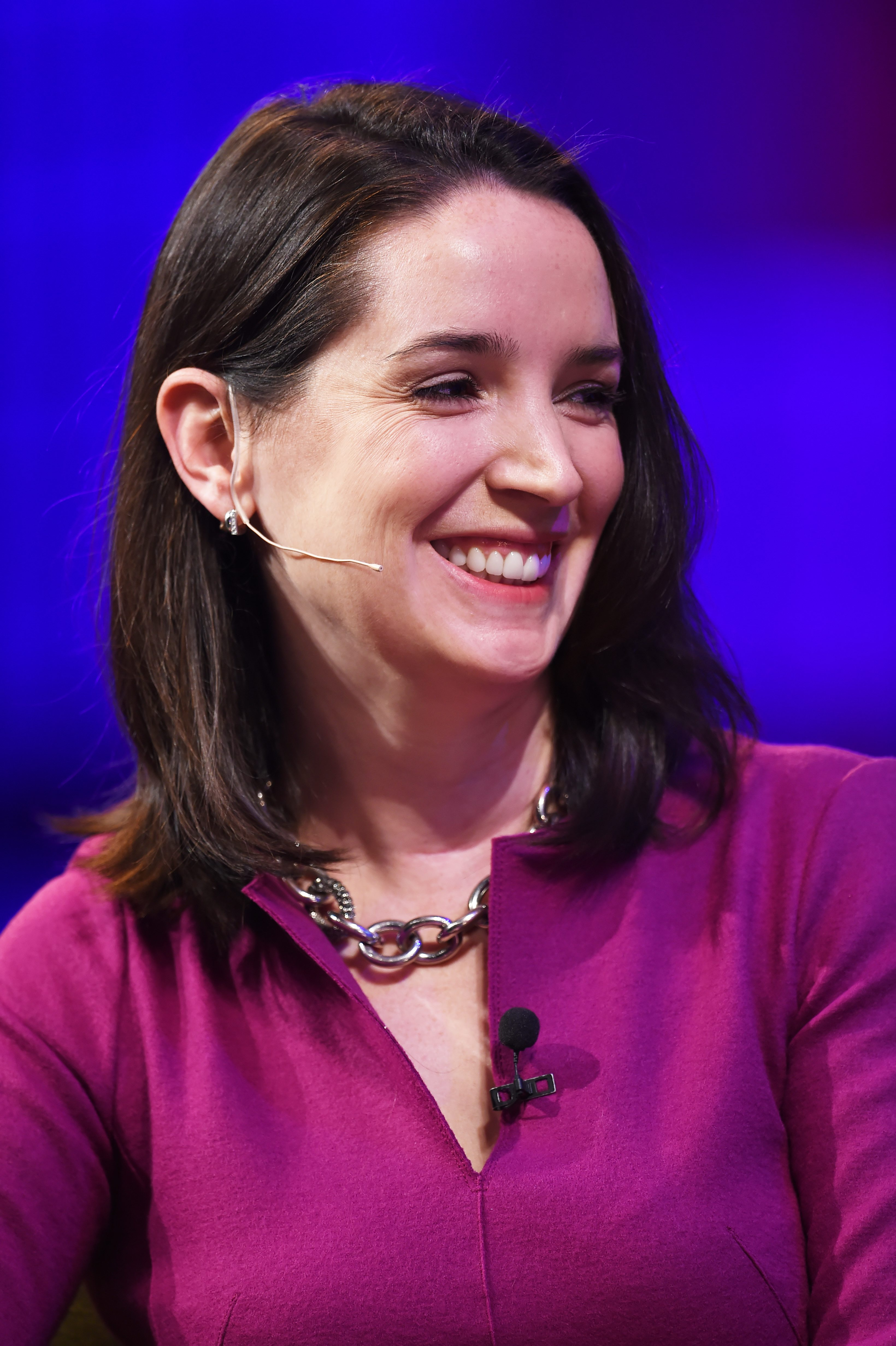
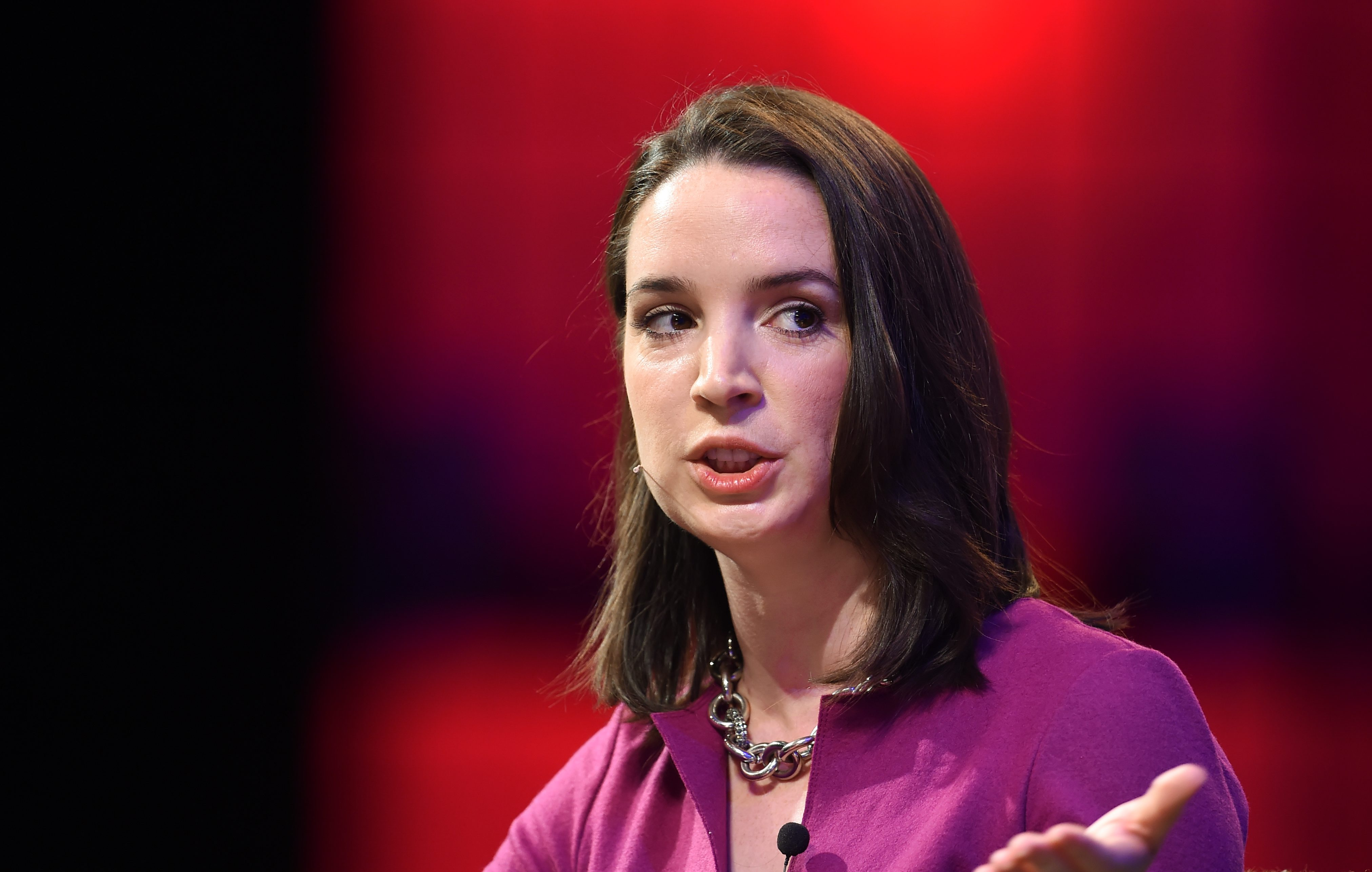